# South London Gallery
South London Gallery est un musée londonien d'art contemporain situé dans le quartier de Camberwell. La galerie est particulièrement active dans la promotion des Young British Artists.

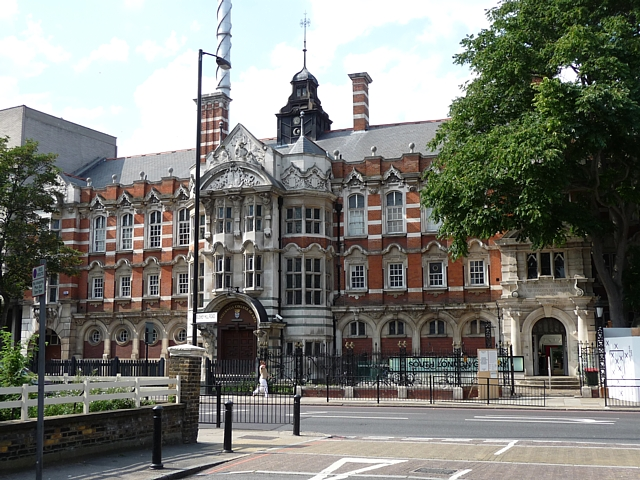
South London Art Gallery, Peckham Road.

## Historique
La South London Gallery trouve ses origines en 1868 dans un collège, le South London Working Men's College, situé sur Blackfriars Road, dont le principal était le biologiste Thomas Henry Huxley, grand-père d'Aldous Huxley et le directeur William Rossiter. À la suite d'une expansion sur Kennington Lane le collège ouvre sa bibliothèque, sous l'impulsion de William Rossiter, à des expositions artistiques. Cette bibliothèque est rebaptisée Free Library and Art Gallery et après de multiples déménagements dans le quartier trouve sa place définitive à Peckham Road en 1896. Elle obtient alors un soutien privé et public qui lui permettent d'acquérir des collections.
Le tournant date de 1953, où le musée est définitivement orienté vers l'art moderne et contemporain, en particulier britannique avec l'acquisition d'œuvres de John Piper et Christopher Wood. Une deuxième impulsion en ce sens est initiée en 1992 avec la nomination de David Thorpe à la tête de l'institution qui entreprend alors résolument la promotion du mouvement constitué par les Young British Artists.